# Peter Rothe (Filmarchitekt)
Peter Rothe (* 5. Oktober 1935 in Altenburg) ist ein deutscher Filmarchitekt des bundesrepublikanischen Kinos, hauptsächlich der 1970er Jahre.

## Leben und Wirken
Der gebürtige Thüringer hatte in den 1950er Jahren seine Ausbildung bei Wolf Hochheim am Dessauer Landestheater erhalten und ging anschließend als Bühnenbildner an das Staatliche Operettenhaus nach Dresden.
Am 1. August 1961, wenige Tage vor dem Mauerbau, verließ Rothe die DDR in Richtung Bundesrepublik und ließ sich zunächst in Stuttgart nieder. Dort stattete er unter anderem Kabarett-Aufführungen am Renitenz-Theater aus. Nach einer Zwischenstation in Graz kam Rothe nach München. Dort arbeitete er zusammen mit Walter Dörfler an mehreren Fernsehspielen und wurde Assistent des Filmarchitekten Franz Bi.
1966 rückte Peter Rothe zum Chefarchitekten auf. Er gestaltete zunächst die Dekorationen zu international produzierten Abenteuerstreifen, aber auch die aufwändig hergestellte Historienbiographie Lady Hamilton – Zwischen Schmach und Liebe des Franzosen Christian-Jaque. Ab 1970 war Rothe primär für die Sexfilme von Wolf C. Hartwigs Rapid-Film aktiv, von 1971 bis 1974 stattete er die meisten der Schulmädchen-Reports und andere billig hergestellte Softpornos aus.
Nur gelegentlich konnte er hochklassige Kinofilme künstlerisch betreuen: 1977 wurde Rothe mit dem Entwurf der Bauten zu David Hemmings’ Schöner Gigolo, armer Gigolo, betraut. 1983 gestaltete er in München die deutschen Dekorationen zu Paul Mazurskys US-Produktion Moskau in New York.
Seit den späten 1970er, frühen 1980er Jahren ist Rothe vor allem mit der Ausstattung von Showsendungen für das Fernsehen beschäftigt (z. B. Verstehen Sie Spaß?, Tele-As und Die Pyramide). Nach seinen Filmbauten zu der Fernsehproduktion Das gläserne Haus (1994) erhielt Rothe weder vom Fernsehen noch vom Kinofilm weitere Aufträge.

## Filmografie
als Kinofilmarchitekt
- 1966: Fünf vor 12 in Caracas
- 1966: Lotosblüten für Miss Quon
- 1968: Lady Hamilton – Zwischen Schmach und Liebe
- 1968: Der Turm der verbotenen Liebe
- 1969: Die jungen Tiger von Hongkong
- 1970: Hilfe, mich liebt eine Jungfrau
- 1970: Prostitution heute
- 1971: Zwanzig Mädchen und die Pauker: Heute steht die Penne kopf
- 1971: Wir hau’n den Hauswirt in die Pfanne
- 1971: Urlaubsreport – Worüber Reiseleiter nicht sprechen dürfen
- 1971: Fluchtweg St. Pauli – Großalarm für die Davidswache
- 1971: Schulmädchen-Report. 3. Teil: Was Eltern nicht mal ahnen
- 1972: Die jungen Ausreißerinnen
- 1972: Schulmädchen-Report. 4. Teil: Was Eltern oft verzweifeln läßt
- 1972: Die dressierte Frau
- 1972: Meine Tochter – deine Tochter
- 1972: Das Mädchen von Hongkong
- 1972: Liebe in drei Dimensionen
- 1973: Schulmädchen-Report. 5. Teil: Was Eltern wirklich wissen sollten
- 1973: Frühreifen-Report
- 1973: Schulmädchen-Report. 6. Teil: Was Eltern gern vertuschen möchten
- 1973: Schlüsselloch-Report
- 1974: Schulmädchen-Report. 7. Teil: Doch das Herz muß dabei sein
- 1974: Magdalena – vom Teufel besessen
- 1974: Schulmädchen-Report. 8. Teil: Was Eltern nie erfahren dürfen
- 1974: Der Jäger von Fall
- 1974: Auch ich war nur ein mittelmäßiger Schüler
- 1974: Zwei himmlische Dickschädel
- 1974: Wetterleuchten über dem Zillertal
- 1975: Zwei Teufelskerle auf dem Weg ins Kloster
- 1975: Der Geheimnisträger
- 1975: Auch Mimosen wollen blühen
- 1975/77: Frauenstation
- 1975/78: Lady Dracula
- 1976: Die Elixiere des Teufels
- 1976: Schulmädchen-Report. 11. Teil: Probieren geht über Studieren
- 1977: Freude am Fliegen
- 1978: Schöner Gigolo, armer Gigolo
- 1978: Der Mann im Schilf
- 1982: Wie hätten Sie’s denn gern?
- 1982: Randale
- 1982: Im Dschungel ist der Teufel los
- 1983: Moskau in New York (Moscow on the Hudson)
- 1986: Bitte laßt die Blumen leben